# كريستين أدامو
كريستين أدامو (بالفرنسية: Christine Adamo)‏ هي كاتبة جريمة فرنسية، ولدت في مايو 1965 في الأردين في فرنسا.

## وصلات خارجية
- الموقع الرسمي